# Aurora Eugenia Latapí
Aurora Eugenia Latapí (México, 1911-2000) fue una fotógrafa mexicana. Primera mujer en ingresar al Club Fotográfico de México. Su obra ha sido identificada con un lenguaje vanguardista que rompió con la tradición pictorialista de principios del siglo XX por su uso de la geometría, los primeros planos, la exaltación de objetos y la sobreimpresión. 

## Trayectoria artística
Aurora Eugenia Latapí nació en México, en 1911. 
A los quince años, en 1926, regresó de un viaje a Europa con una pequeña cámara, que le regaló su madre, Aurora Estévez de Latapí.Tres años después, comenzó su carrera como fotógrafa. En una entrevista que se publicó en la revista Alquimia en el año 2000, ella narra que hizo fotografía "por afición": "Me gustaba mucho tomar fotos y como a mi mamá le gustaba y le entusiasmaba, entonces era por eso que yo sacaba fotografías."
Por ello, y en parte por iniciativa de su madre, estudió fotografía en la foto-escuela de la American Photo Supply Co, y en la escuela industrial Malina Xóchitl. Posteriormente acudió a la Escuela de San Carlos, en donde fue alumna del fotógrafo Agustín Jiménez.
En diciembre de 1929 participó por primera vez en una exposición colectiva: Guillermo Toussaint y 11 fotógrafos mexicanos en la Galería de Arte Mexicano, que en ese entonces se encontraba en el Teatro Nacional (el actual Palacio de Bellas Artes). La muestra fue organizada por Carlos Mérida y Carlos Orozco Romero, y en ella participaron, además del escultor Guillermo Toussaint, los fotógrafos Manuel Álvarez Bravo, Hugo Brehme, Rafael García, Librado García Smart, Agustín Jiménez, Ricardo Mantel, Luis Márquez, Juan Ocón y Roberto Turnbull, así como Aurora Eugenia y su madre Aurora Latapí.  La crítica hacia la muestra fue favorable, y José Antonio Rodríguez considera que “Ésta sería la entrada pública de Latapí a los ámbitos de la fotografía mexicana, por ese entonces dominado por la corriente pictorialista […]” que, para ese entonces, comenzaba a desvanecerse. 
En noviembre de 1931, mientras cursaba su primer año en San Carlos, exhibió 50 fotografías en la Exposición Fotográfica Jiménez-Latapí en la Galería Excélsior, junto a su maestro, Agustín Jiménez. En esta exposición, la fotógrafa presentó naturalezas muertas, hechas a partir de materiales orgánicos o de objetos industriales, mismas que llevaba hacia la abstracción y que le permitieron experimentar con procesos mecánicos de la fotografía, como la sobreimposición de negativos. La obra presentada dejó ver un lenguaje vanguardista y, de acuerdo con José Antonio Rodríguez, en las fotografías que Latapí presentó en esta ocasión se podía apreciar una labor más “madura”.
En esta ocasión, la crítica estuvo dividida. Por un lado, la muestra y el trabajo de Jiménez y Latapí fueron aplaudidos por un sector cultural: “tienen un instrumento que puede expresar y realizar con acierto las inquietudes estéticas de nuestro tiempo”; pero en una reseña anónima publicada en la revista Helios, de la Asociación de Fotógrafos de México, en donde concurrían los fotógrafos pictorialistas más influyente de México, se acusó a ambos fotógrafos de falta de originalidad, personalidad y de cruda imitación de la obra Edward Weston y Tina Modotti.
En aquella época, sin embargo, era común que los fotógrafos radicados en México, como Weston y Modotti, pero también como Latapí, Agustín Jiménez, Lola y Manuel Álvarez Bravo, entre otros, retratasen elementos de la cultura o el paisaje mexicano. Así mismo, se valoraban los altos contrastes, y era común encontrar imágenes en las que el ritmo o repetición de los elementos fuera importante para la composición.
Un mes después, en diciembre de 1931, la marca de cemento La Tolteca, en conjunto con el periódico Excélsior, realizaron un concurso de pintura, dibujo y fotografía, cuyo tema fue la fábrica recién inaugurada de la cementera en la zona de Mixcoac, en la Ciudad de México. La obra seleccionada en el certamen sería exhibida en el Teatro Nacional durante diciembre de ese año en la exposición conocida como La Tolteca. Aurora Eugenia Latapí fue la ganadora del cuarto lugar con su obra Chalchiuhtlanetzin (el primer lugar lo ganó Manuel Álvarez Bravo; el segundo, Agustín Jiménez; y el tercero, Lola Álvarez Bravo). Nuevamente, la decisión del jurado, en el que se encontraba Diego Rivera, fue fuertemente criticada en la revista Helios por los miembros de la Asociación de Fotógrafos de México.
La serie fotográfica de Latapí titulada “La Tolteca”, realizada en 1931, muestra distintas vistas de la fábrica de la cementera. Como era de esperarse, por la temática del certamen, en muchas de las imágenes se observan estructuras arquitectónicas recubiertas con cemento: retículas, chimeneas, torres, un gran muro con tres cilindros adosados; que contrastan con el metal de otros elementos arquitectónicos y de maquinaria: andamios, escaleras, grandes tuberías. Entre este paisaje industrial de grandes dimensiones, sin embargo, es notoria la ausencia de la figura humana, por lo que es excepcional la imagen intitulada, de la misma serie, que muestra una estructura arquitectónica con tres cilindros de concreto, puertas en la parte inferior y un andamio que proyecta su sombra de manera diagonal sobre el edificio y el suelo, en la que se puede ver una pequeña figura humana subiendo –o descendiendo– por la torre vertical del andamio.
Al igual que en muchas otras fotografías de Aurora Eugenia, el encuadre de las imágenes de esta serie suele ser diagonal y, por las grandes dimensiones de las estructuras y el acercamiento de la cámara a las mismas, éstas suelen salir del cuadro de la imagen. En este sentido, y aunado a los contrastes entre luces y sombras, las composiciones rayaron en la abstracción geométrica.
Después de la exposición organizada por la cementera, la obra de Latapí apareció en diversas revistas, como Jueves de Excélsior, Revista de revistas y Nuestro México, pero de acuerdo con José Antonio Rodríguez, se desvaneció a mediados de la década de los 30. Emma Cecilia García Krinsky, por su parte, aclara que el trabajo que Latapí realizó entre las décadas de 1930 y 40 fue una gran aportación a la fotografía de vanguardia en México.
A mediados de 1950 se convirtió en la primera mujer en ingresar al Club Fotográfico de México: "Me pusieron a revelar, me pusieron a hacer de todo porque no creían que podía hacer fotografía. Entonces llevé mis fotos a la persona encargada, le gustaron mucho y se le ocurrió una cosa que no debería de haber hecho, poner mis fotos en distintas clases [categorías], para colmo me saqué premio en todas. Por eso los señores, como yo era la primera mujer que entré, me hicieron ver mi suerte." A finales de ese año fundó el Salón Femenil dentro del Club Fotográfico de México, de la que posteriormente sería presidenta.
Durante las décadas de 1950 y 60 montó el estudio fotográfico comercial llamado “Foto Cui”, en la zona de Polanco de la Ciudad de México.
En 1961 recibió la Mención Honorífica en el Concurso Nacional Fotográfico “Así es México”, y en 1963 realizó su última exposición individual en el mismo certamen. 
Posteriormente, se mudó a vivir a los Estados Unidos por la actividad empresarial de su marido, con quien se hubo casado en 1957, y tiempo después volvió a la Ciudad de México, en donde murió el 4 de septiembre de 2000.

## Obra
En la mayoría de sus obras, Latapí capturó objetos o construcciones que salen del cuadro de la cámara, mediante un encuadre diagonal. Así mismo, la composición de la mayoría de sus fotografías está marcada por fuertes, múltiples y/o paralelos ejes diagonales que, en conjunto con las marcadas sombras y su contraste con altos valores lumínicos, dan profundidad y movimiento a las imágenes. Los encuadres diagonales, los close-ups, el ritmo o repetición de elementos, las sombras y los contrastes entre luces y sombras, así mismo, generan formas geométricas que dan a las imágenes un carácter abstracto.
Su técnica predilecta fue la impresión en plata sobre gelatina. En sus imágenes son protagonistas objetos como mazorcas de maíz y calabacines, juguetes mexicanos como trompos y maracas, objetos tejidos de palma, o construcciones industriales, entre otros. La textura de los materiales y el contraste entre las texturas es importante en su obra: se puede ver el detalle de una hoja de maíz interrumpiendo el ritmo de los granos de la mazorca que envuelve (Mazorcas o Elotes, 1931); la madera lisa de las maracas de guaje sobre un petate tejido de palma (Guajes, ca. 1940); o la piel de una mano humana empuñando un clavo de metal (Obrero, 1931).
Muchas de sus obras son “sin título”. Algunas de las tituladas más representativas son:
- Serie “La Tolteca”, 1931.
- Chalchiuhtlanetzin, 1931.
- Mazorcas o elotes, 1931.
- Obrero, 1931.
- Trompos, 1931.
- Guajes, ca. 1940.
- Sopladores, ca. 1940.

## Exposiciones
1929 - Guillermo Toussaint y 11 fotógrafos mexicanos, en la Galería de Arte Mexicano del Teatro Nacional (el actual Palacio de Bellas Artes), en la Ciudad de México.
1931 - Exposición Fotográfica Jiménez-Latapí, en la Galería Excélsior, en la Ciudad de México.
1931 - La Tolteca, en el Teatro Nacional (el actual Palacio de Bellas Artes), en la Ciudad de México.
1963 - Concurso Nacional Fotográfico “Así es México”.
2011 - Otras miradas: fotógrafas en México, 1872-1960, en el Museo de Arte Moderno de la Ciudad de México.

## Colecciones
Archivo fotográfico Agustín Jiménez/María Jiménez
Colección Familia Latapí-López
Colección Gregory Leroy
Colección José Antonio Rodríguez